# Chapelle Saint-Pierre-et-Saint-Paul de Wissembourg
La chapelle Saint-Pierre-et-Saint-Paul de Wissembourg est une chapelle monument historique située à Wissembourg, dans le département français du Bas-Rhin.

## Localisation
Ce bâtiment est situé avenue de la Sous-Préfecture à Wissembourg.

## Historique
L'édifice, qui fait partie des bâtiments conventuels de l'abbaye Saint-Pierre-et-Saint-Paul, date de 1033.
Il fait l'objet d'un classement au titre des monuments historiques depuis 1973.

## Architecture

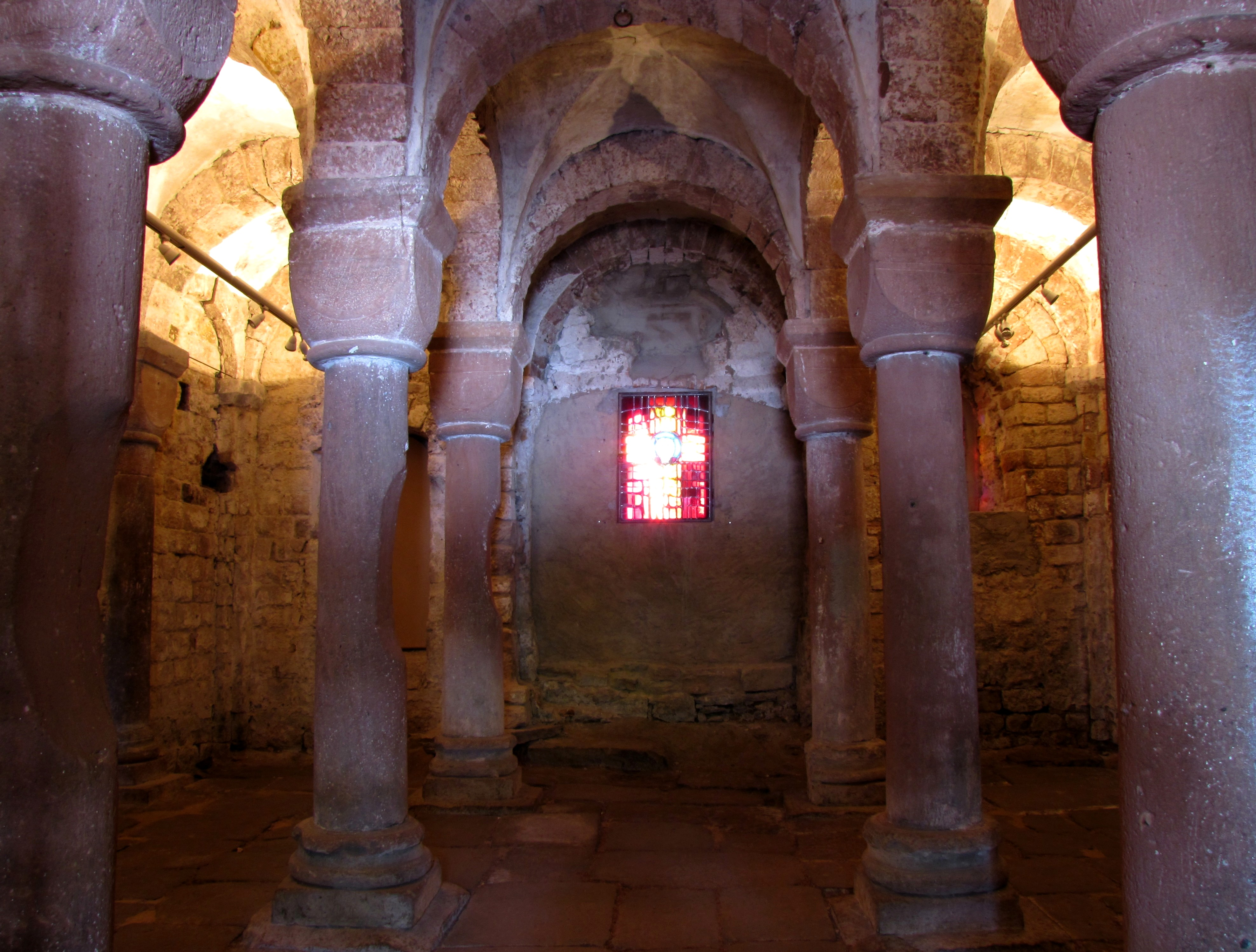
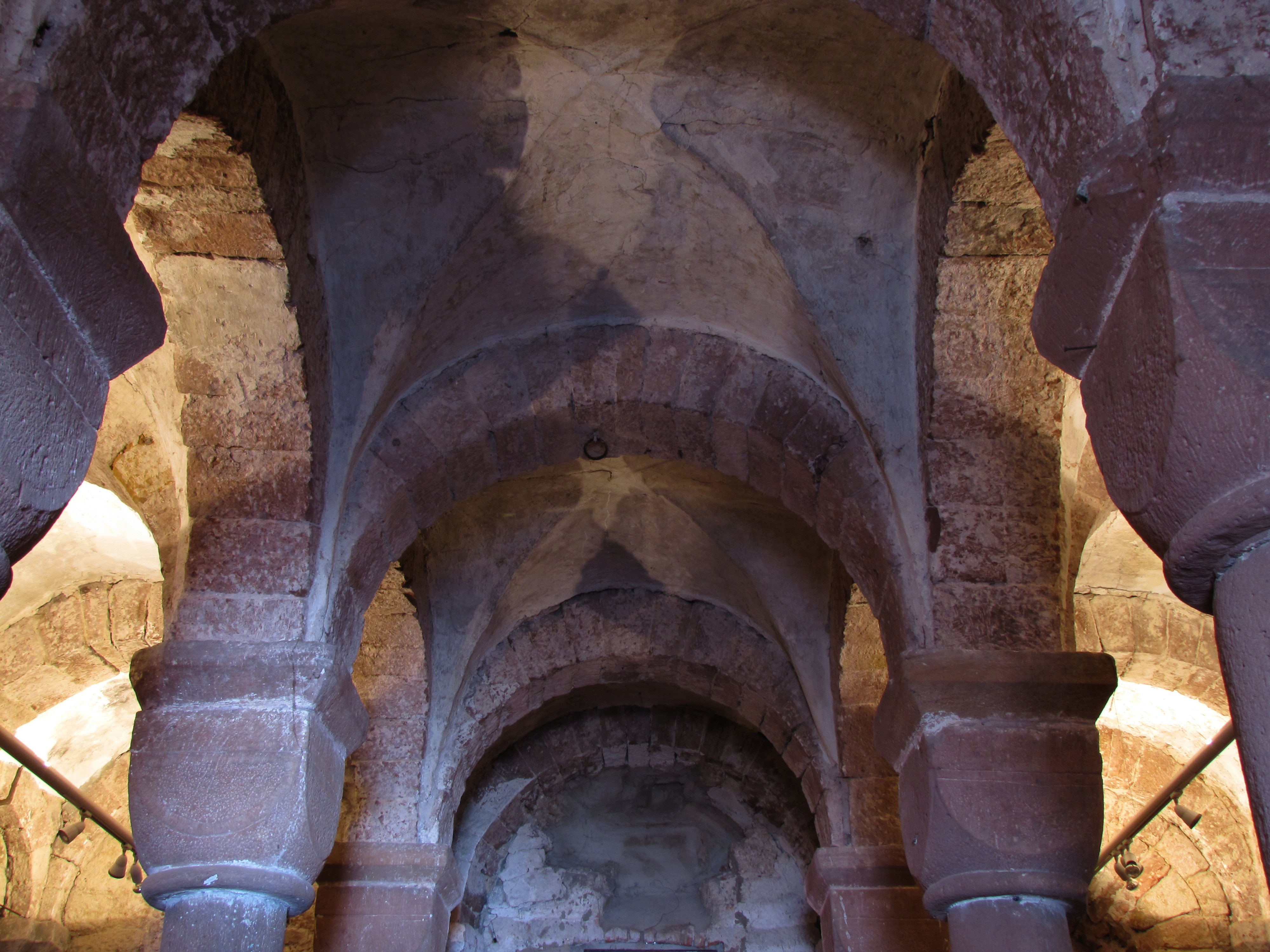
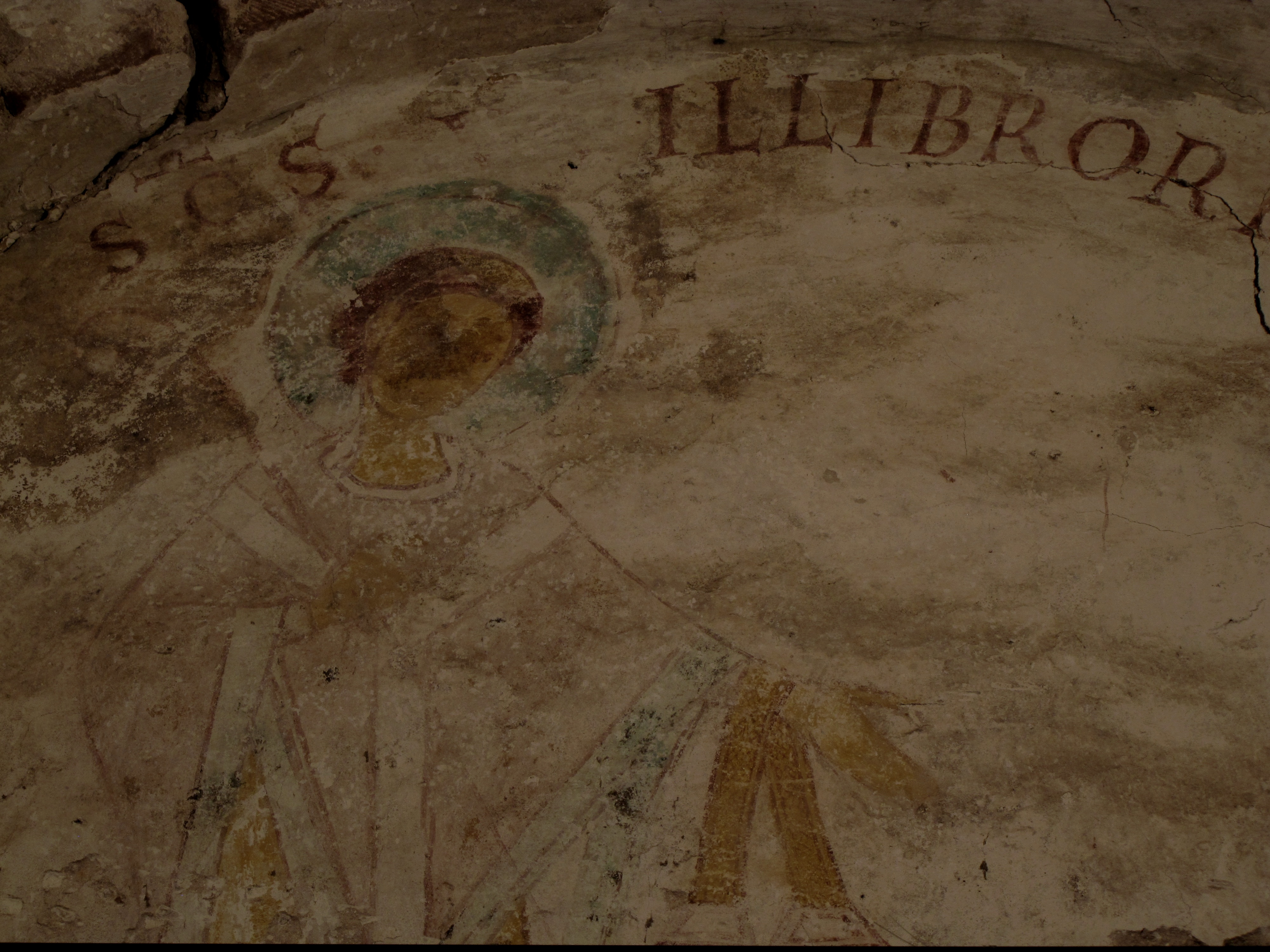
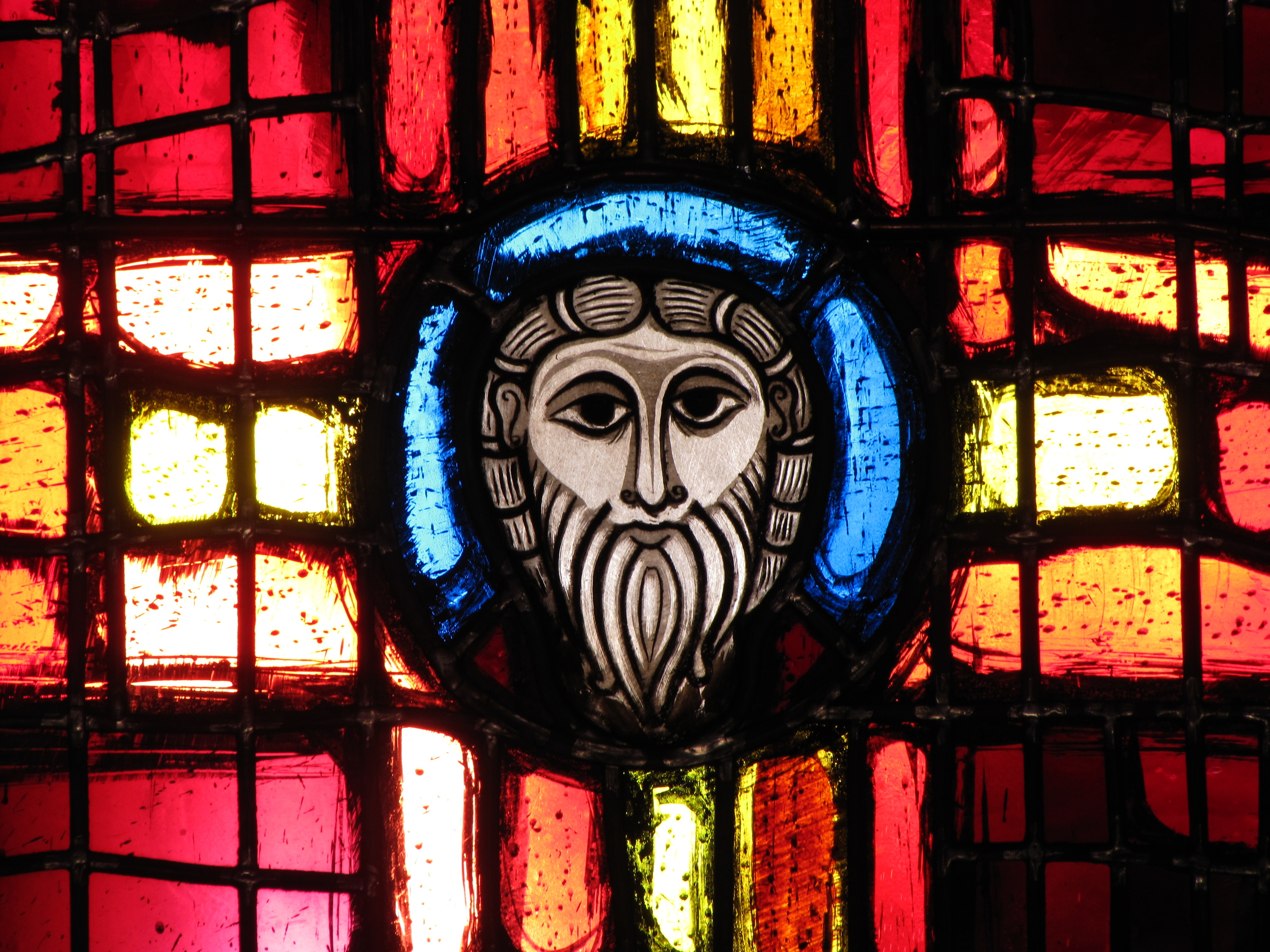